# Alucita certifica
Alucita certifica är en fjärilsart som beskrevs av Edward Meyrick 1910. Alucita certifica ingår i släktet Alucita och familjen mångfliksmott, (Alucitidae). Inga underarter finns listade i Catalogue of Life.